# 黃箎 (天順進士)
黃箎（1425年—？），字仲和，廣東廣州府南海縣人，明朝政治人物。進士出身。

## 生平
廣東鄉試第四十八名。天順元年（1457年）丁丑科會試第二十四名，殿試登進士第三甲第十七名。

## 家族
曾祖黃存道。祖父黃誌。父亲黃綬。